# Primorska Hrvaška (kneževina)
Primorska Hrvaška (hrvaško Kneževina Hrvatska), tudi Kneževina Hrvatov (hrvaško Kneževina Hrvata, starogrško Χρωβατία, latinizirano: Hrovatía), je bila srednjeveška država, ki so jo ustanovili Beli Hrvati, ki so se okoli 7. stoletja preselili na območje nekdanje rimske province Dalmacije. Kneževina ni imela stalnega glavnega mesta. Med njenimi središči so bili Klis, Solin, Knin, Bijaći in Nin. Obsegala je obalni del današnje Hrvaške, razen Istre, vključevala pa je velik del goratega obalnega zaledja. Kneževina je bila predmet borbe za oblast med Karolinškim in Bizantinskim cesarstvom. V prvih desetletjih 9. stoletja  se je pojavilo hrvaško rivalstvo z Beneško republiko, ki se je nadaljevalo nekaj naslednjih stoletjih. Hrvaška se je na bizantinski strani vojskovala s Prvim bolgarskim cesarstvom in Arabci in poskušala razširiti svojo oblast na pomembna obalna mesta pod oblastjo Bizanca. Hrvaška je doživela obdobja vazalstva do Frankov ali Bizantincev in neodvisnosti leta 879, ko je kneza Branimirja papež Janez VIII. priznal za samostojnega  vladarja. V kneževini sta od leta 845 do 1091 vladali dinastiji Trpimirović in Domagojević. Okoli leta 925 je Hrvaška v času vladavine Tomislava postala kraljevina.

## Imena
Dalmatinska Hrvaška (hrvaško Dalmatinska Hrvatska) in Primorska Hrvaška (hrvaško Primorska Hrvatska) sta sodobni imeni nekdanje kneževine. Država se omenja tudi kot Kneževina Hrvaška. Prvo zabeleženo ime kneževine je Hrvaška dežela (latinsko regnum Croatorum) iz leta 852. Hrvaška takrat še ni bila kraljevina in izraz regnum (kraljestvo) je pomenil državo na splošno. V bizantinskih virih se je entiteta običajno imenovala samo Hrvaška (grško Χρωβατία).
Prvi znani knez, Borna, je bil imenovan "knez Dalmacije" (latinsko Dux Dalmatiae, dobesedno vojvoda Dalmacije) in kasneje v Annales regni Francorum  "knez Dalmacije in Liburnije" (latinsko Dux Dalmatiae atque Liburniae). Hrvaško ime je zapisano v sočasnih listinah hrvaških knezov iz druge polovice 9. stoletja. Trpimir I. je bil v latinski listini, izdani leta 852, imenovan "knez Hrvatov" (latinsko Dux Chroatorum). Enako je opredeljen tudi Branimir na ohranjenem napisu iz Šopota pri Benkovcu.

## Geografija
Na območju rimske province Dalmacije so bila ob jadranski obali naseljena različna plemena, ki so jih Bizantinci imenovali sclaviniae. Hrvaška je bila v zgodnjem srednjem veku območje, ki je zajemalo  del zahodne Hercegovine, zahodno in srednjo Bosno, Liko, Gacko in Krbavo in na severozahodu segalo do Vinodola in Labina in Hrvaško primorje. Več dalmatinskih obalnih mest je bilo pod oblastjo Bizantincev, vključno s Splitom, Zadrom, Kotorjem in Dubrovnikom, pa tudi otoka Hvar in Krk. Na jugu je Hrvaška mejila z deželo Neretvanov, ki se je raztezala od reke Cetine do Neretve in  posedovala otoke Brač, Hvar, Korčulo, Mljet, Vis in Lastovo.  V južni Dalmaciji so bila pokrajine Zahumje (Zachumlia), Travunija in Diokleja (zdaj  Črna gora). Severno od Hrvaške je bila kneževina Spodnja Panonija. Hrvaška, tako kot druge zgodnjesrednjeveške države, ni imela stalne prestolnice in hrvaški knezi so prebivali na svojih dvorih v različnih mestih. Prvo pomembno središče Hrvaške je bil Klis pri Splitu, kjer je prebival vojvoda Trpimir I. Drugi knezi so vladali iz mest Solin, Knin, Biaći in Nin.

## Zgodovina

### Ozadje
Večina Dalmacije je bila v 7. stoletju pod oblastjo Avarskega kaganata, nomadske plemenske zveze pod vodstvom Avarov, ki so podjarmili okoliška slovanska plemena.  Leta 614 so Avari in Slovani oplenili in uničili Salono, glavno mesto province Dalmacije, in nekaj desetletij obdržali neposredno oblast nad regijo.
Najzgodnejša hrvaška arhonta, ki ju omenja cesar Konstantin Porfirogenet, sta bila Porgov oče in Porga. Po sodelovanju v Samovi in Kubratovi zmagi nad Avari leta 632 je bizantinski cesar Heraklij (vladal 610–641) Bele Hrvate povabil v Dalmacijo in jim dovolil, da se tam naselijo, ali pa so se iz Panonije tja preselili sami, ko so premagali Avare. Avari in njihovi zavezniki so leta 677 ponovno zavzeli Panonijo, vendar le do Save in Donave. V začetku 9. stoletja se je Hrvaška kot politična enota na čelu s knezom pojavila v porečju rek Cetine, Krke in Zrmanje. Imela je  11 županij. Po De administrando imperio so bili Hrvati v Panoniji nekaj let podložni Frankom, kot v njihovi prejšnji državi, dokler se niso uprli in po sedemletni vojni porazili Franke. Niti vojna niti časovno obdobje, v katerem se je dogajala, nista znana. 
Od takrat naprej so bili [Hrvati] neodvisni. Od rimskega škofa [papeža] so zahtevali, naj jih krsti. Rimski škof jim je poslal duhovnike, ki so jih med vladavino kneza Porina pokristjanil. Njihova dežela je bila razdeljena na enajst županij: Hlebijana, Cenzena, Emota, Pleba, Pesenta, Paratalasija, Brebere, Nona, Tnena, Sidraga in Nina. Njihov ban je posedoval Kribasan, Lican in Gucesko.
— Konstantin Porfirogenet, De administrando imperio
Četudi se je pokristjanjevanje Hrvatov začelo takoj po njihovem prihodu v Dalmacijo, je bil v zgodnjem 9. stoletju del Hrvatov še vedno poganski.

### Vazal Frankovskega cesarstva
V zadnjem desetletju 8. stoletja in prvem desetletju 9. stoletja so Panonijo in Dalmacijo osvojili Franki. Leta 788 se je Karel Veliki po osvojitvi Lombardije obrnil proti vzhodu in si podredil Istro. V 90. letih 9. stoletja je panonski knez Vojnomir  sprejel frankovsko oblast. Njegovo ozemlje so Franki podredili Furlanski marki in skušali razširiti svojo oblast tudi nad  Dalmacijo. Leta 799 so bili Franki pod vodstvom Erika Furlanskega poraženi v bitki pri Trsatu v Liburniji, a so od leta 803 frankovsko oblast kljub temu priznavali v večini severne Dalmacije. Franki so se vojskovali tudi z  Bizantinskim cesarstvom, dokler ni bil leta 812 podpisan mirovni sporazum, znan kot Pax Nicephori (slovensko Nikiforjev mir). S tem sporazumom so Bizantinci obdržali nadzor nad obalnimi mesti in otoki v Dalmaciji in priznali frankovsko oblast nad Istro in dalmatinskim zaledjem. Od okoli leta 810 je Borna, ki je imel sedež v Ninu, kot vazal Karolingov vladal večini severne Dalmacije. Borna je bil knez  hrvaškega plemena Guduščanov ki je živelo ob reki Guduči pri Bribirju v severni Dalmaciji, ki je kasneje postala središču hrvaške države. Njegovo vladavino je zaznamoval upor Ljudevita Posavskega proti Frankom. Franki so leta 819 nekje ob reki Kolpi premagali Borno in začeli pustošiti po Dalmaciji. Težke razmere in nenehni napadi Frankov so prisilili Ljudevita na umik. Borna je umrl leta 821. Nasledil ga je nečak Vladislav.

### Med vzhodom in zahodom
Kneževina Hrvaška se je nahajala med dvema velikima silama srednjega veka: Bizantinskim cesarstvom na vzhodu, ki je vladalo v dalmatinskih mestih in na otokih in želelo svojo oblast razširiti na celotno nekdanjo rimsko provinco Dalmacijo, in Franki na zahodu, ki so si  prizadevali razširiti oblast proti vzhodu.  Bizantinski vpliv na Hrvaško se je odražal pri oblikovanju hrvaškega prava in v trgovanju z bizantinskimi obmorskimi mesti.
V drugi četrtini 9. stoletja so začeli Hrvati razvijati svoje ladjevje. Skupaj z Neretvani, ki so bili takrat še pogani in so zasedali ozemlje ustja reke Neretve, so začeli napadati trgovske ladje, zlasti beneške. Benečani so zato pod vodstvom doža Pietra Tradonica leta 839 napadli vzhodno obalo Jadrana in nato s knezom Mislavom, ki je vladal iz Klisa pri Splitu, sklenili mir. Benečani so napadli tudi neretvanske otoke, vendar jih niso osvojili in tudi z Neretvani sklenil mir. Mir ni trajal dolgo in Benečani so naslednje leto  premagali Neretvane pod grofom Diuditom. Piratstvo na Jadranu se je nadaljevalo, pa tudi sovražnost do Benetk, kar je razvidno iz sporazuma med cesarjem Lotarjem I. in dožem Tradonicom, s katerim se je dož zavezal, da bo branil mesta v Italiji in Istri pred slovanskimi napadi.
Kneza Mislava je okoli leta 845 nasledil Trpimir I., ki je vladal kot vazal frankovskega kralja Lotarja I. (vladal 840–855). Arabski pohodi so dodobra oslabili tako Bizantinsko cesarstvo kot Benetke, kar je leta 846 in 848 izrabil hrvaški knez. Leta 846 je Trpimir uspešno napadel bizantinska obmorska mesta in njihov patricij. Med letoma 854 in 860 je nekje v severovzhodni Bosni uspešno obranil svojo deželo pred bolgarsko invazijo pod kanom Borisom I. Bolgarskim. Z Borisom I. je nato sklenil mir in izmenjal darila. Konstantin Porfirogenet omenja tradicionalno prijateljstvo med Bolgari in Hrvati, ki so od takrat mirno sobivali.
V prepisu listine, datirane na 4. marec 852, Trpimir sam sebe imenuje "dux Croatorum iuvatus munere divino" (slovensko vodja Hrvatov z božjo pomočjo). Njegove kneževine, imenovane "regnum Croatorum" (Hrvaško kraljestvo), se ne sme šteti za kraljestvo, saj Trpimir ni bil kralj. Izraz regnum se je uporabljal tudi za druge kneževine tistega časa kot znak njihove neodvisnosti. V listini je omenjeno njegovo lastništvo nad trdnjavo Klis, središčem njegove vladavine, in  njegove donacije Splitski nadškofiji. V bližini svojega dvora v Klisu je Trpimir v Rižinicah zgradil cerkev in prvi benediktinski samostan na Hrvaškem. Trpimirjevo ime je izpisano na kamnitem odlomku oltarne pregrade rižiniške samostanske cerkve. Trpimir se omenja kot ustanovitelj dinastije Trpimirovićev, ki je na Hrvaškem s prekinitvami vladala od leta 845 do 1091.
Leta 864 je po Trpimirjevi smrti oblast prevzel knez Domagoj, ustanovitelj dinastije Domagojevićev, ki je Trpimirjeve sinove, vključno z Zdeslavom, prisilil v beg v Carigrad. Med Domagojevo vladavino je piratstvo na Jadranu postalo običajna praksa. Pirati so napadali tudi krščanske ladje, vključno z ladjo s papeškimi odposlanci, ki so se vračali z Osmega  katoliškega ekumenskega zbora. V dogodek se je vmešal papež in Domagoja prosil, naj preneha s piratstvom, vendar njegova prizadevanja niso bila uspešna. Domagoj se je vojskoval z Arabci, Benečani in Franki. Leta 871 je Frankom kot njihov vazal pomagal zavzeti Bari iz rok Arabcev. Kasnejša dejanja Frankov med vladavino Karlmana Bavarskega so privedla do Domagojevega upora proti frankovski oblasti. Upor je uspel in frankovska oblast v Dalmaciji se je končala, vendar se je še nekaj časa nadaljevala v Spodnji Panoniji. V času Domagojeve vladavine se je povečal bizantinski vpliv na tem območju, kar se je odrazilo predvsem v ustanovitvi Dalmatinske teme. Po Domagojevi smrti leta 876 se je Zdeslav, ki je bil tesno povezan z Bizancem, vrnil iz izgnanstva, prevzel prestol neimenovanemu Domagojevemu sinu in leta 878 obnovil mir z Benetkami.

### Neodvisna kneževina
Vladavina kneza Zdeslava je bila kratka in se je končala leta 879, ko ga je Branimir iz družine Domagojevićev ubil in sam prevzel oblast. Branimir je bil za razliko od Zdeslava zagovornik Rima in je kneževino vrnil pod rimski vpliv. Imel je redne stike s papežem Janezom VIII., kateremu je v pismu razkril svoje namene, da svoje ljudstvo in svojo kneževino zaupa Apostolskemu sedežu. Papež je pohvalil njegovo pobudo in leta 879 kneževino, daj prosto frankovske suverenosti, priznal za neodvisno državo.
Drugo polovico 9. stoletja je zaznamovalo znatno povečanje papeškega vpliva v jugovzhodni Evropi. Papež Janez VIII. se je Domagoju pritožil nad trmoglavostjo patriarha Ignacija, ki mu je odrekel jurisdikcijo nad Bolgarijo in imenoval novega nadškofa. Papež je tudi prosil kneza Zdeslava in Branimirja za pomoč in zaščito njegovih odposlancev, ki so prečkali Hrvaško na poti v Bolgarijo. Čeprav točen geografski obseg kneževine ni znan, papeževa prošnja kaže na  geografsko sosedstvo med Hrvaško in Bolgarijo, ki sta mejili verjetno nekje v Bosni.
Muncimir, imenovan tudi Mutimir, najmlajši Trpimirjev sin, je prišel na prestol po Branimirjevi smrti (ok. 892), kar je pomenilo vrnitev hiše Trpimirovićev na oblast. Latinska listina iz Biaćija pri Trogirju z dne 28. septembra 892 Muncimirja imenuje "vojvoda Hrvatov" (latinsko Croatorum dux). Med njegovo vladavino so Madžari v poznem 9. stoletju prečkali Karpate in vstopili v Panonsko nižinoin od tam v severno Italijo. Premagali so kneza Panonije Braslava in ogrozili Hrvaško.
Muncimir je vladal približno do leta 910, ko ga je nasledil Tomislav, zadnji vojvoda in prvi hrvaški kralj. Beneški kronist Janez Diakon je zapisal, da je leta 912 beneški veleposlanik, ki se je vračal iz Bolgarije, šel čez hrvaško ozemlje, preden je prišel v deželo Zahumje, V Historia Salonitana, kroniki iz 13. stoletja, ki jo je napisal Tomaž Arhidiakon iz Splita, je bil Tomislav leta 914 omenjen kot hrvaški knez. Po podatkih v De administrando imperio je imela Hrvaška takrat 100.000 pešakov in 60.000 konjenikov, 80 velikih ladij in 100 manjših ladij. Številke so očitno zelo pretirane, saj je imela srednjeveška Hrvaška po ocenah okoli 400.000 do največ 800.000 prebivalcev.
Med vojno med Bizancem in Bolgarijo Simeona I. okoli leta 923 so Bizantinci sklenili zavezništvo s Hrvaško. Pred tem so Bolgari proti Bizantincem večkrat zmagali, zavzeli Odrin in ogrozili Carigrad. Leta 924 je Simeon I. z oblasti v Srbiji odstavil kneza Zaharijo, ki je pobegnil na Hrvaško. Leta 926 so Simeonove čete vdrle na Hrvaško, vendar so bile v bitki v bosanskem višavju hudo poražene. Leta 927 je papež Janez X. poslal svoje legate, da posredujejo pri sklenitvi miru med Hrvati in Bolgari.
V teh letih je bila Hrvaška povzdignjena v status kraljevine. Na splošno velja, da je bil knez Tomislav leta 925 okronan za kralja, vendar podatek ni zanesljiv, saj ni znano, kdaj in kje je bil okronan in ali je sploh bil. Ne glede na vse to je bil Tomislav prvi hrvaški vladar, ki ga je papeška birokracija počastila z nazivom kralj. Tomislav je kot kralj omenjen v dveh ohranjenih listinah, objavljenih v Historia Salonitana in v Letopisu popa Dukljana. V slednjem se omenja, da je vladal trinajst let. V opombi pred besedilom koncilskih sklepov v Splitu leta 925 je zapisano, da je Tomislav kralj "v provinci Hrvatov in v dalmatinskih krajih". V 12. kanonu koncilskih sklepov leta 925 je vladar Hrvatov imenovan "kralj in hrvaški plemič" (latinsko rex et proceres Croatorum), medtem ko je v pismu, ki ga je poslal papež Janez X. Tomislav imenovan "kralj Hrvatov" (latinsko Tamisclao, regi Crouatorum). Čeprav ni nobenega napisa, ki bi potrdil Tomislavov vladarski naslov, poznejši napisi in listine potrjujejo, da so se njegovi nasledniki v 10. stoletju imenovali "kralj".